# Chlodoald
Chlodoald (Clodoaldus, Clodoald, Saint Cloud, Clodowald) (522 ? – 7. září 560 Nogent-sur-Seine) byl franský princ z rodu Merovejců, syn krále Chlodomera, mnich a světec, zakladatel opatství Saint-Cloud u Paříže.

## Život a legenda
Narodil se jako franský princ z rodu Merovejců, prostřední ze tří synů krále Chlodomera a jeho manželky Guntheucy, a vnuk Chlodvíka I. z Orléansu, prvního franského krále, který konvertoval ke křesťanství. Když byl jeho otec zavražděn, jeho výchovu v křesťanské víře převzala královna Klotylda. Chlodoald v následujícím období uprkem do Provence jako jediný z bratrů unikl vraždě. Jeho bratry zavraždili jejich strýcové v boji o moc. Jako poustevník se seznámil se Severínem Pařížským. Pod jeho vedením se učil mnišskému životu podle řehole svatého Benedikta. Poté se vrátil do Paříže, kde byl roku 511 vysvěcen na kněze. Svůj úřad vykonával v Nogentu u Paříže, kde také založil benediktinské opatství. Proslavil se léčitelskými schopnostmi (zázračné uzdravení slepého). Zemřel ve svých 38 letech. Pohřben byl v jím založeném kostele opatství v Saint-Cloud u Paříže, které později získalo jeho jméno. Jeho hrob navštěvovali mnozí poutníci na cestě do Saint-Denis a Paříže (místo je vzdáleno jen 9,5 km od pařížské katedrály Notre-Dame) a tak pověsti o zázračném uzdravení vedly k Chlodoaldovu brzkému svatořečení. Opatství bylo během 11. století rozšířeno o kolegiátní kapitulu vedenou augustiniány kanovníky, která zanikla až během Velké francouzské revoluce. Pobořené budovy opatství byly odstraněny po pařížské komuně v letech 1870-1871.

## Úcta
Chlodoaldovy ostatky jsou uloženy v oltáři bývalého opatského kostela v Saint-Cloud. Středověký hrob byl zničen během francouzské revoluce. Chlodoald je uctíván církvemi římskokatolickou i ortodoxními církvemi, především ve Francii, Belgii, Itálii a Spojených státech amerických. Jeho svátek se slaví 7. září.

## Ikonografie
Bývá vyobrazen jako mnich v benediktinské kutně nebo v opatské kasuli s opatskou holí v ruce. Někdy má přes ramena hermelínovou pelerínu královského rodu a u nohou korunu, žezlo a jablko jako odkaz na svůj královský původ a nástupnické právo. V ruce může držet model svého opatského kostela, nebo kalich s hostií zářící v momentu proměnění. V legendárních scénách bývá vyobrazen obvykle při setkání se Severínem nebo při zázračném uzdravení slepce.

## Patron
Uctívají ho benediktini, v minulosti byl patronem cechu jehlářů a proti vředovým chorobám. Je mu zasvěceno asi deset kostelů a několik kaplí ve Francii, další v Itálii, dva francouzské kantony, uctívají ho také církve v amerických státech Florida, Minnesota a zejména ortodoxní Wisconsin.

## Fotogalerie

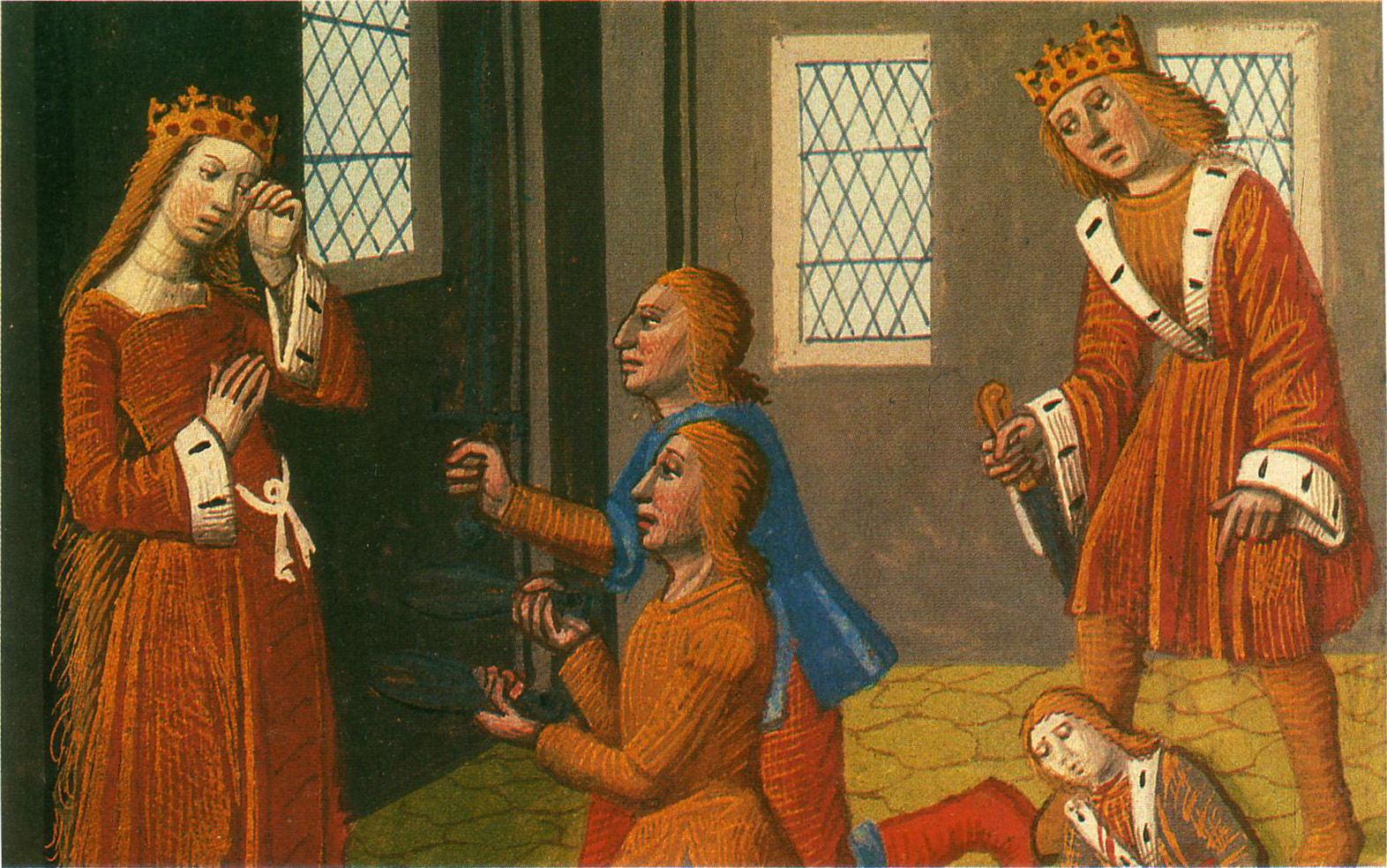
Zavraždění Clodoaldových bratrů Thibaulta a Gonthaira v přítomnosti jejich babičky sv. Klotyldy
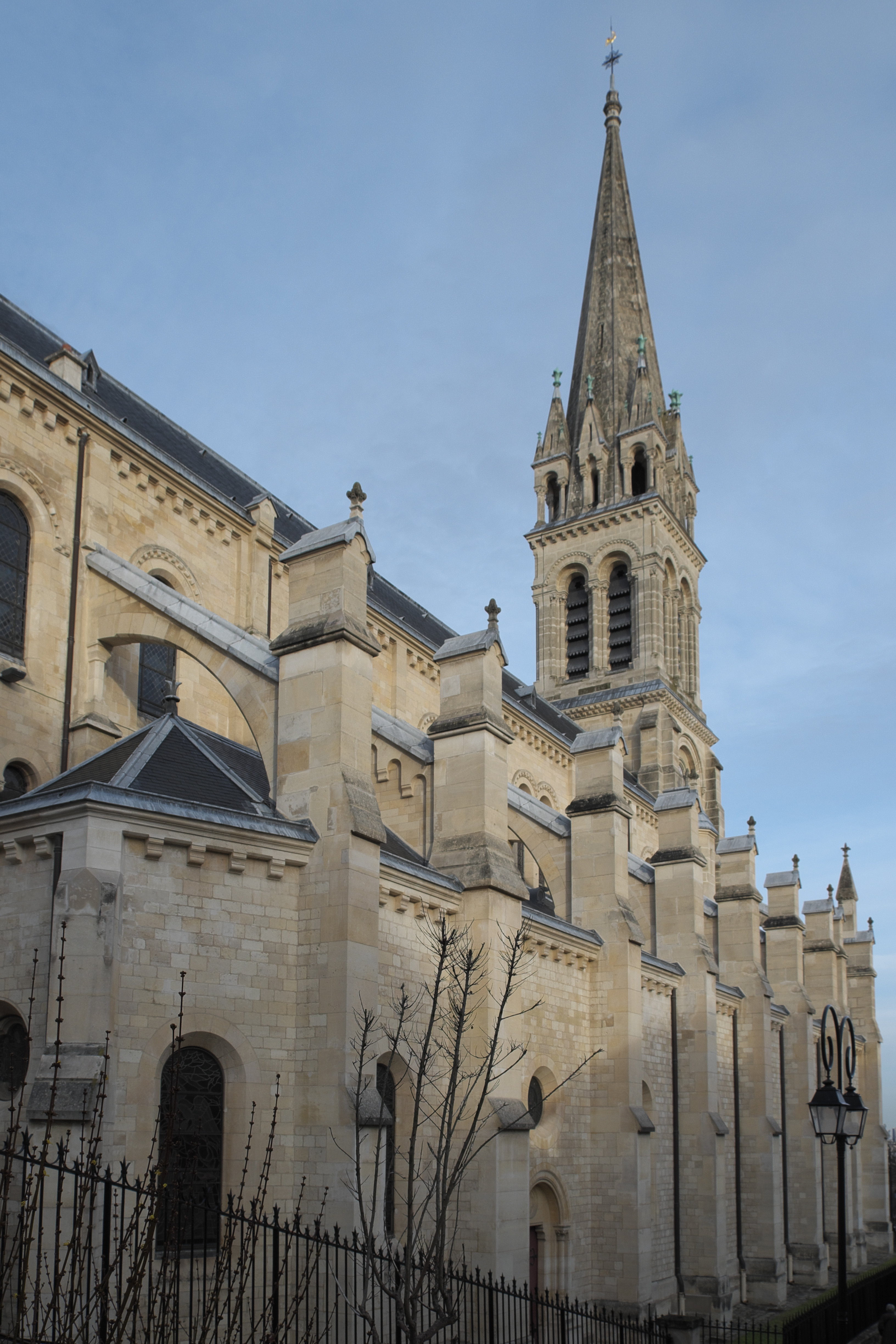
Kostel sv. Chlodoalda v Saint-Cloud
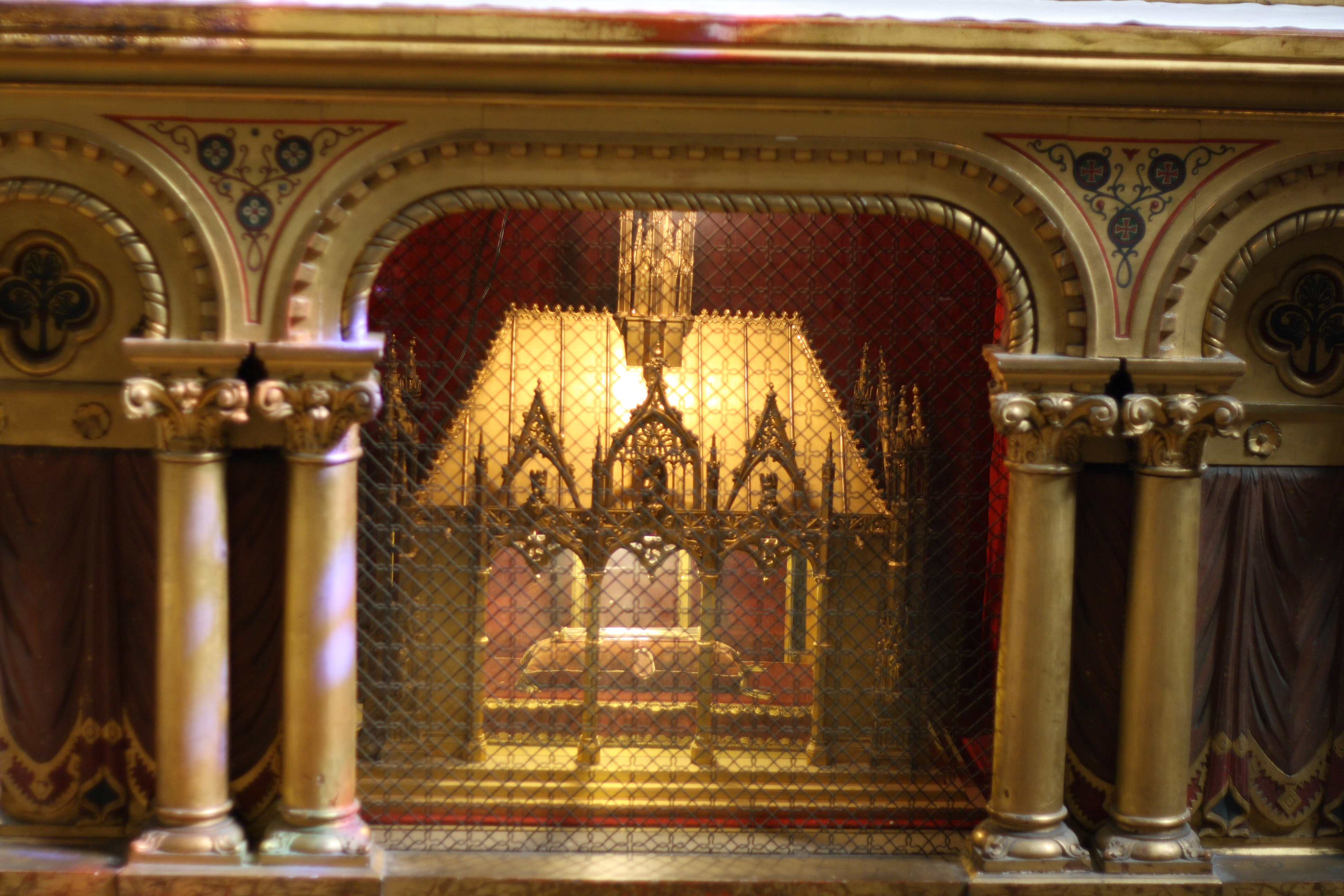
Relikvie sv. Clodoalda v oltáři kostela v Saint-Cloud
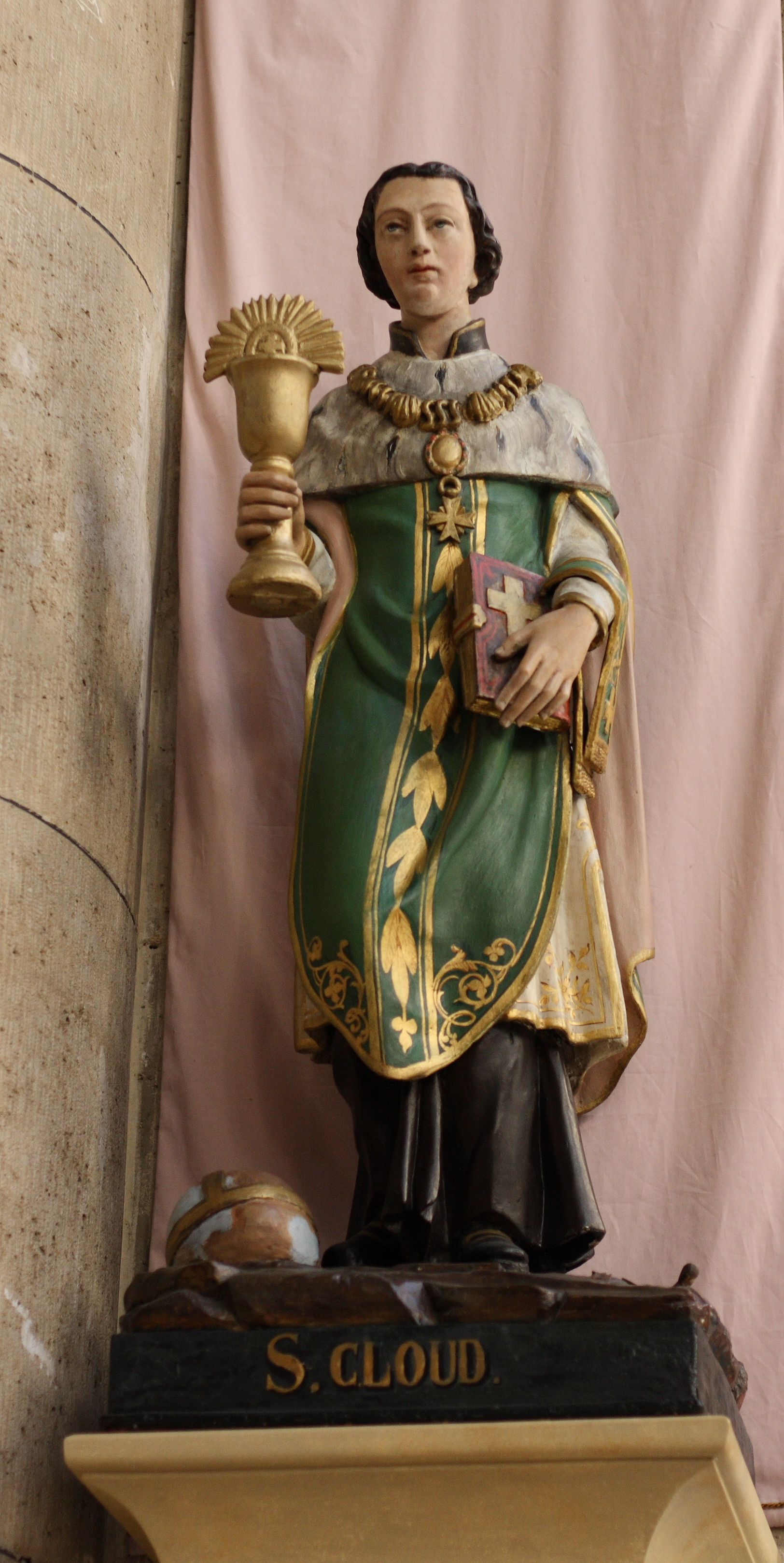
Socha světce z 19. století, Saint-Cloud